# Wiener Naschmarkt

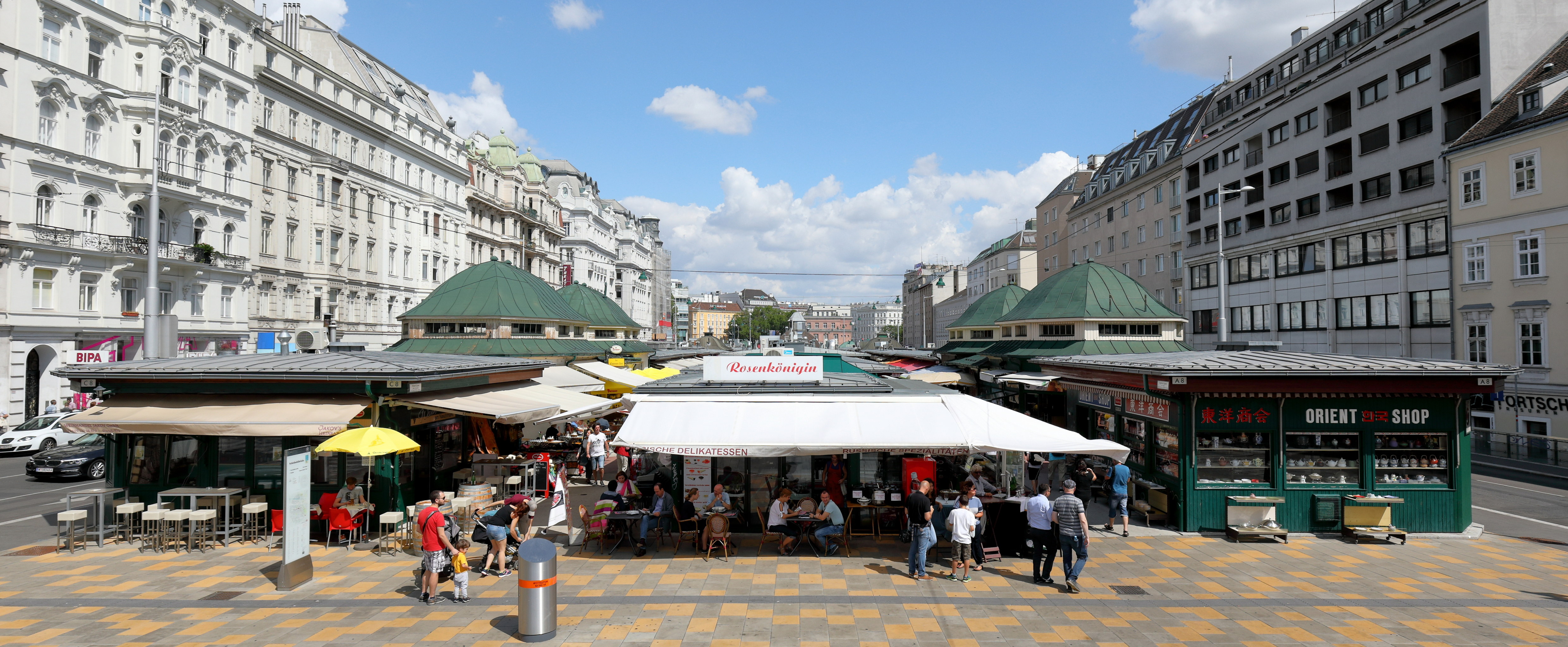
Der Naschmarkt auf Höhe Schleifmühlgasse mit Blick Richtung Innenstadt bzw. Osten

Der Naschmarkt im 6. Wiener Gemeindebezirk, Mariahilf, ist mit 2,315 Hektar der größte innerstädtische Markt der Stadt. Er liegt zwischen der Linken Wienzeile (Hauptausfahrt Richtung Linz) und der Rechten Wienzeile (Haupteinfahrt aus Westen) auf dem hier eingewölbten Wienfluss. Der Naschmarkt beginnt stadtzentrumsseitig beim Getreidemarkt (Secession) am Rand des zentralen Karlsplatzes und reicht nach Westen bis zur U-Bahn-Station Kettenbrückengasse. Er gilt als Wiener Sehenswürdigkeit. Der Marktbetrieb ist seit etwa 2000 durch viele gastronomische Betriebe ergänzt worden.

## Geschichte und Name

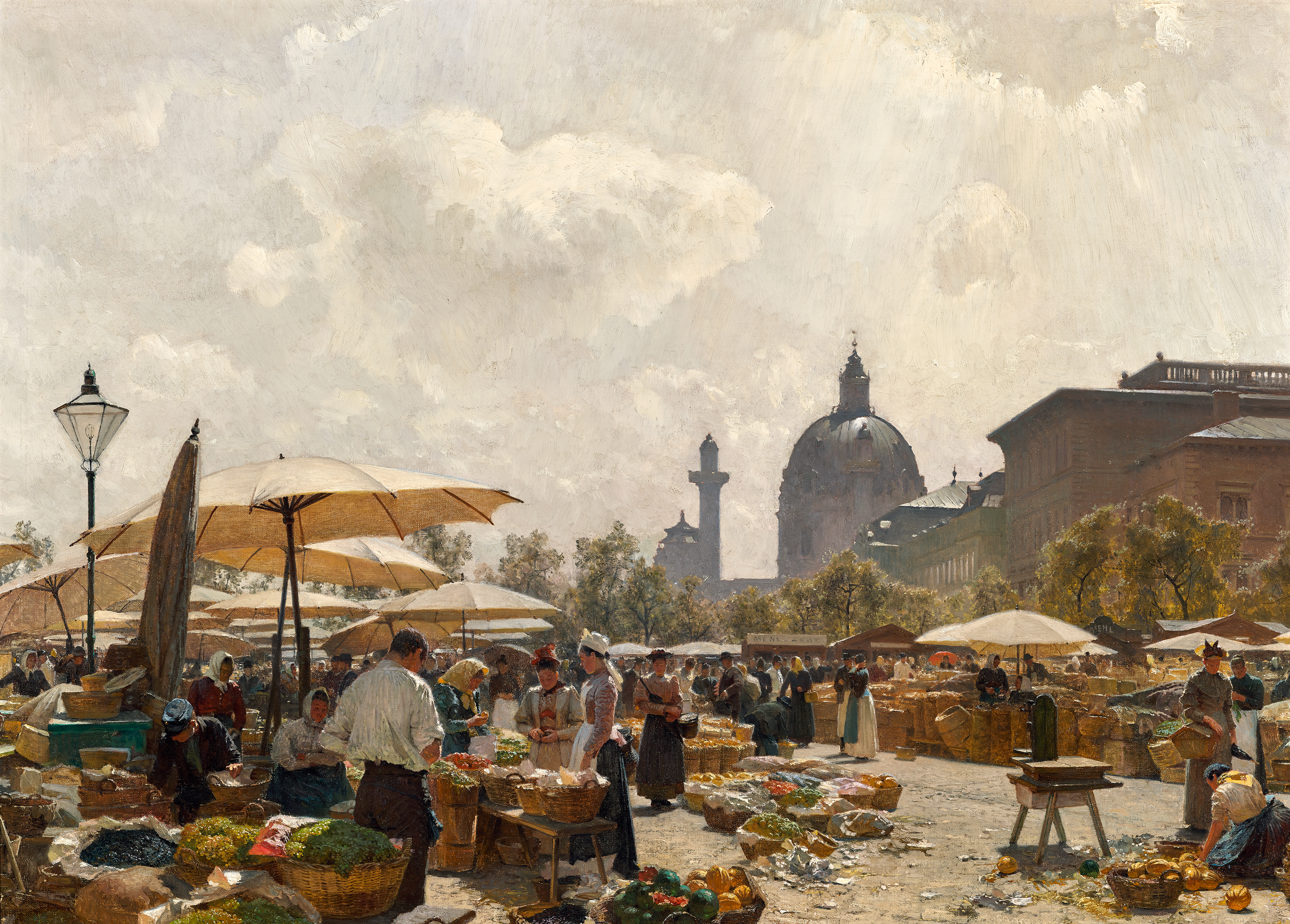
Carl Moll: Der Naschmarkt in Wien, 1894, Belvedere, Wien

Von 1780 an bestand am rechten Ufer des damals unregulierten Wienflusses außerhalb der Stadtmauern ein Bauernmarkt, auf dem vorwiegend Milchprodukte gehandelt wurden. Der Markt, der offiziell Kärntnertormarkt hieß, wurde im Norden durch die Kärntnertorbrücke (die spätere Elisabethbrücke, die den Fluss zwischen Kärntner Straße und Kärntner Tor und Wiedner Hauptstraße überquerte), im Osten durch die Wiedner Hauptstraße, im Süden durch die heutige Treitlstraße und im Westen etwa durch die heutige Operngasse begrenzt und befand sich somit auf dem heutigen Karlsplatz. (Zuvor befand sich hier ein städtischer Aschen- und Mistablagerungsplatz.) Später breitete sich der Markt entlang der Wiedner Hauptstraße neben dem Freihaus, heute Standort eines Institutsgebäudes der Technischen Universität Wien, südwärts etwa bis zur Schaurhofergasse aus (die erst beim Abriss des Freihauses, 1937, entstand), wie die Abbildungen aus der Zeit um 1900 zeigen.
Der Markt wurde an diesen Platz von der innerhalb der Stadtmauern gelegenen Freyung verlegt, nachdem es dort wiederholt zu Konflikten zwischen dem Magistrat und dem anrainenden Schottenkloster gekommen war.
1793 wurde angeordnet, dass alles auf Wagen für die Stadt gelieferte Obst und Gemüse auf dem Kärntnertormarkt zum Verkauf gelangen müsse. Alles auf Schiffen auf dem Wiener Arm der Donau, dem heutigen Donaukanal, eintreffende Obst hatte hingegen auf dem bis etwa 1900 an dessen Ufer bestehenden Schanzelmarkt gehandelt zu werden.
Auf die Frühzeit des Marktes gehen die beiden möglichen Ableitungen des damals in der Bevölkerung verbreiteten Namens Aschenmarkt zurück. Einerseits kann der Name von der früheren Nutzung des Areals als Aschedeponie hergeleitet werden, möglich ist auch die Übernahme der alten Bezeichnung „Asch“ für die aus Eschenholz gefertigten Milchbehälter. Ab etwa 1820 ist die Benennung Naschmarkt belegt, die wiederum möglicherweise von den teils exotischen Süßigkeiten und Waren, etwa in Zucker eingelegte Orangenschalen und Datteln, herrührte.

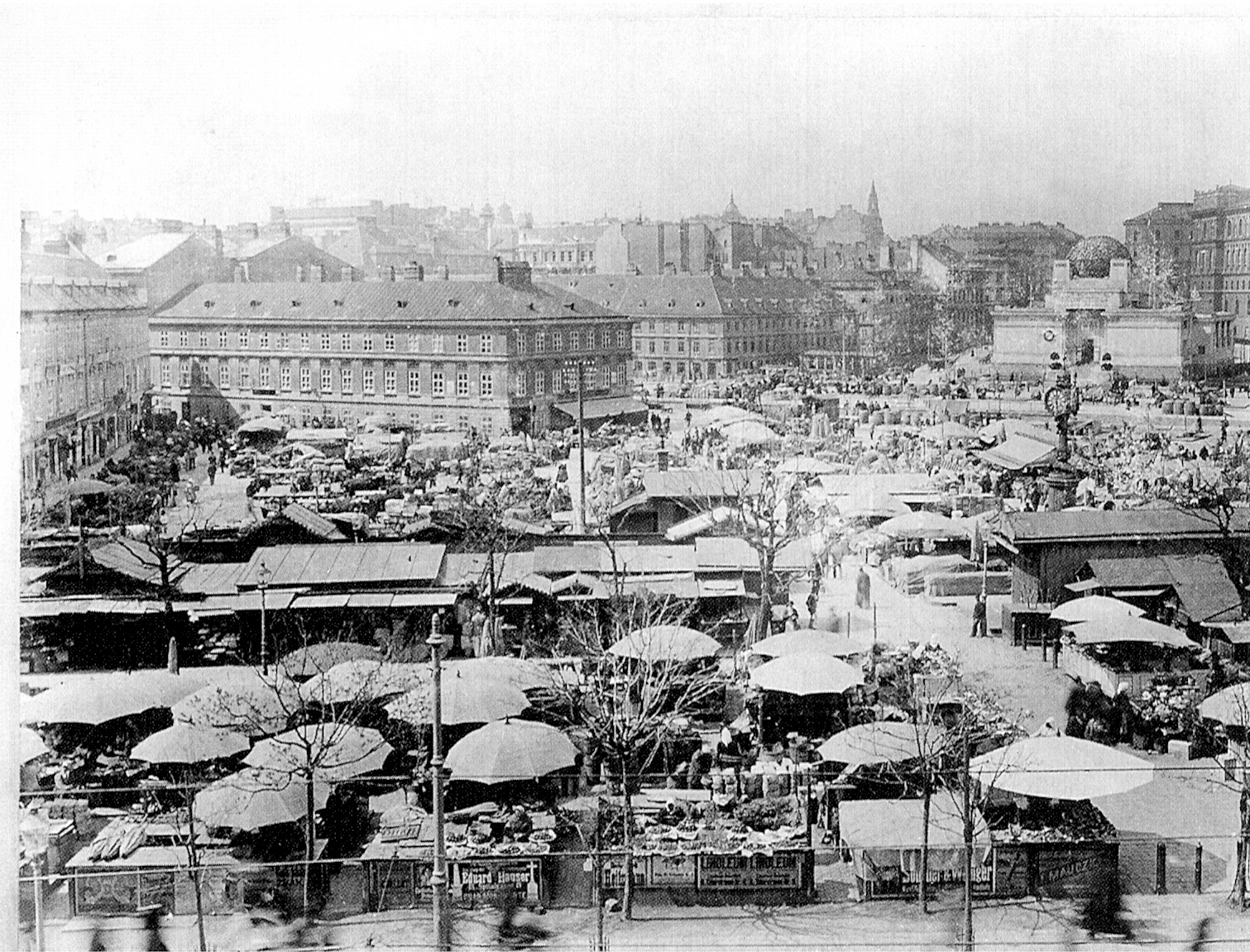
Der alte Naschmarkt (nach 1895), Blick von der Wiedner Hauptstraße zur Secession im Hintergrund

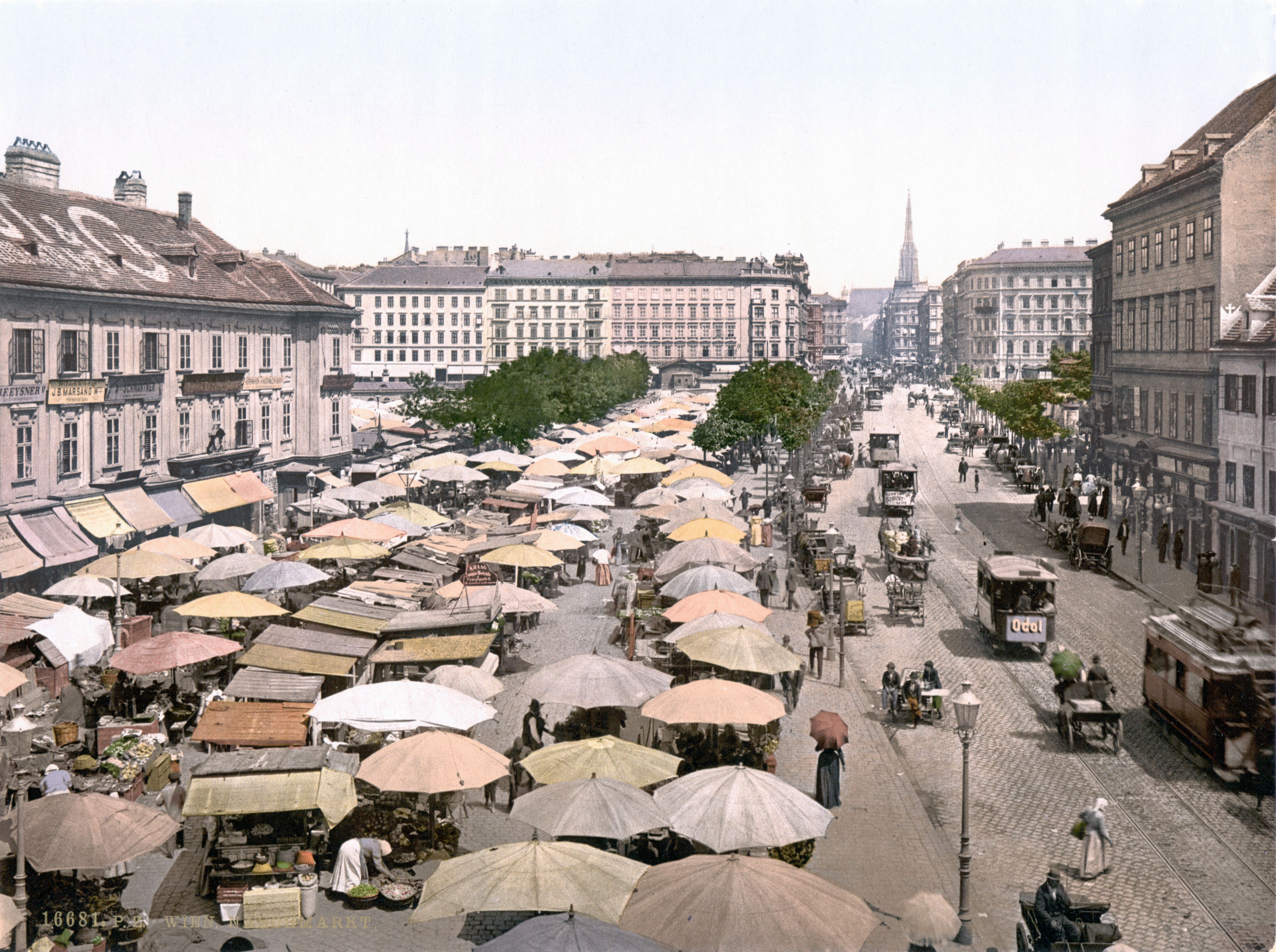
Naschmarkt um 1900 an seinem früheren Standort an der Wiedner Hauptstraße (Blick über die Kärntner Straße Richtung Stephansdom)

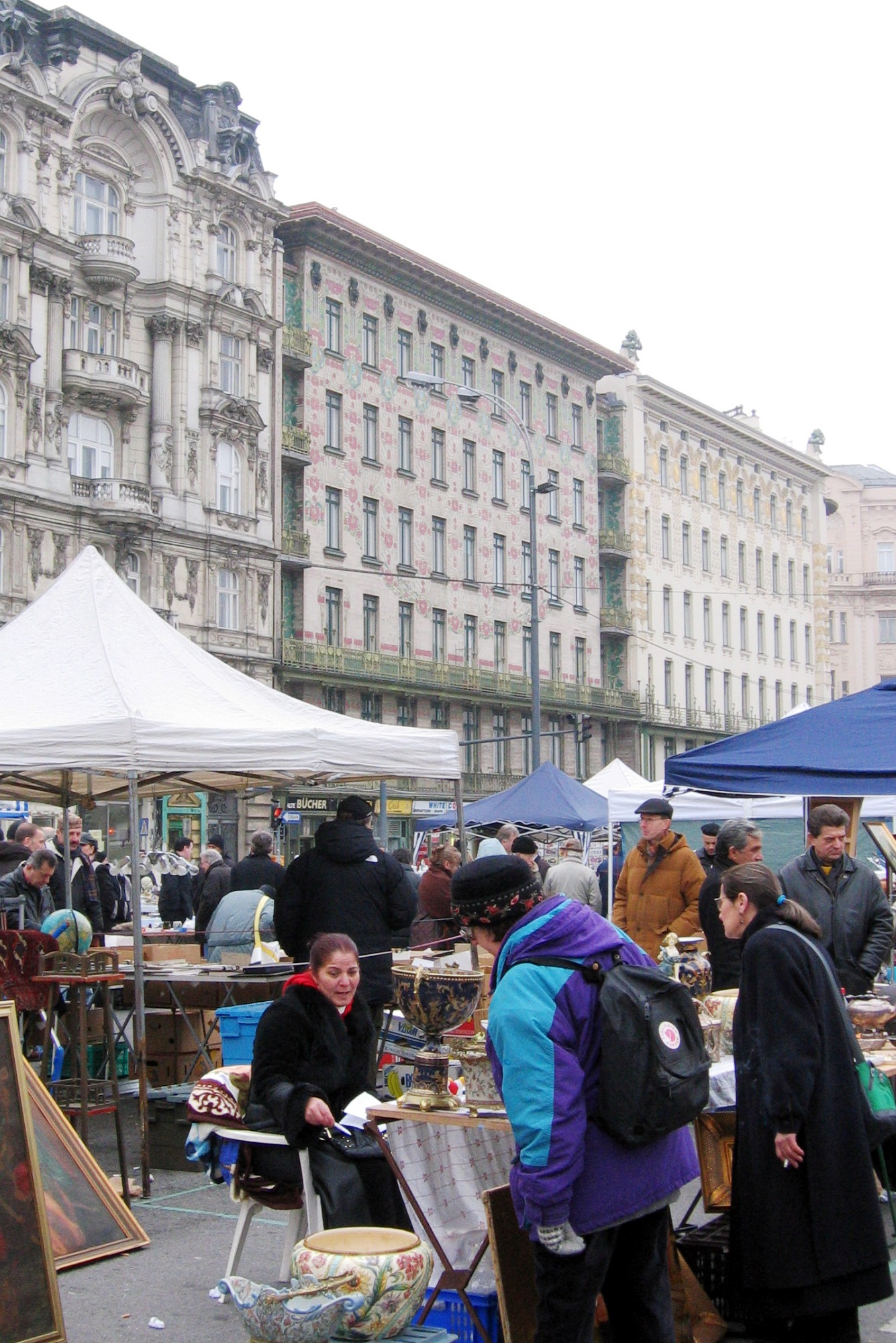
Auf dem Flohmarkt

Im letzten Jahrzehnt des 19. Jahrhunderts wurde der Wienfluss reguliert und an seinem rechten Ufer in einem Einschnitt die hier 1899 eröffnete Wiener Stadtbahn gebaut, deren Gestaltung Otto Wagner übertragen wurde. Sein früherer Plan, den Wienfluss vom Stadtzentrum bis zum Schloss Schönbrunn, der kaiserlichen Sommerresidenz, einzuwölben und darauf einen repräsentativen Boulevard zu errichten, wurde aus Kostengründen nicht realisiert; nur im zentrumsnächsten Bereich wurde der Fluss sukzessive auf 2,1 km Länge eingewölbt.
Der 1905 auch offiziell in Naschmarkt umbenannte Markt wurde nun, beginnend 1902, nach dem Konzept von Friedrich Jäckel auf das heutige Areal auf der Wienflusseinwölbung verlegt, wobei die Hälfte westlich der Schleifmühlgasse erst nach Fertigstellung der dortigen Einwölbung, 1915, erbaut werden konnte. Von 1910 an wurden mehr als 120 gemauerte Marktstände in einheitlichem Stil errichtet, bei der Kettenbrückengasse wurde 1915/1916 ein Marktamtsgebäude erstellt.
1916 wurde das stadtauswärts an den Markt anschließende Gelände als Viktualienmarkt (Großmarkt) ausgebaut, wobei vorwiegend inländische Ware angeboten wurde. Exotischeres Obst und Gemüse wurde beim Matzleinsdorfer Frachtenbahnhof verkauft. Beide Standorte wurden ab 1972 durch den Großmarkt Wien ersetzt, die Verkaufsstände des Großgrünmarktes am Naschmarkt wurden anschließend geschleift und die so entstandene Fläche (eigentlich provisorisch) als Parkplatz genutzt. Auf diesem Parkplatz findet seit 1977 der vom Platz Am Hof hierher transferierte samstägliche Flohmarkt statt. Die Standgebühr für Private (bis 3 Mal pro Jahr; ohne Gewerbeberechtigung) beträgt für die klein(st)e Fläche 21,80 € (1,60 mal 2 Meter. Stand April 2018). Bei einer Schwerpunktaktion der Polizei wurden 2016 29 „Schwarzhändler“ (Nichtzahler) überführt. Relevante Kosten entstehen der Stadt auch dadurch, dass manche Händler Nichtverkauftes einfach liegen lassen. Mit 1. Oktober 2018 trat eine neue Marktordnung in Kraft, nach der der um 6.30 Uhr öffnende Samstag-Markt, der Flohmarkt, bereits um 14 statt bisher 17 Uhr schließt. Mit der Vorverlegung soll vermieden werden, dass Plätze von zahlenden Händlern verlassen und durch nichtzahlende nachgenutzt werden, die besonders viel Müll hinterlassen.

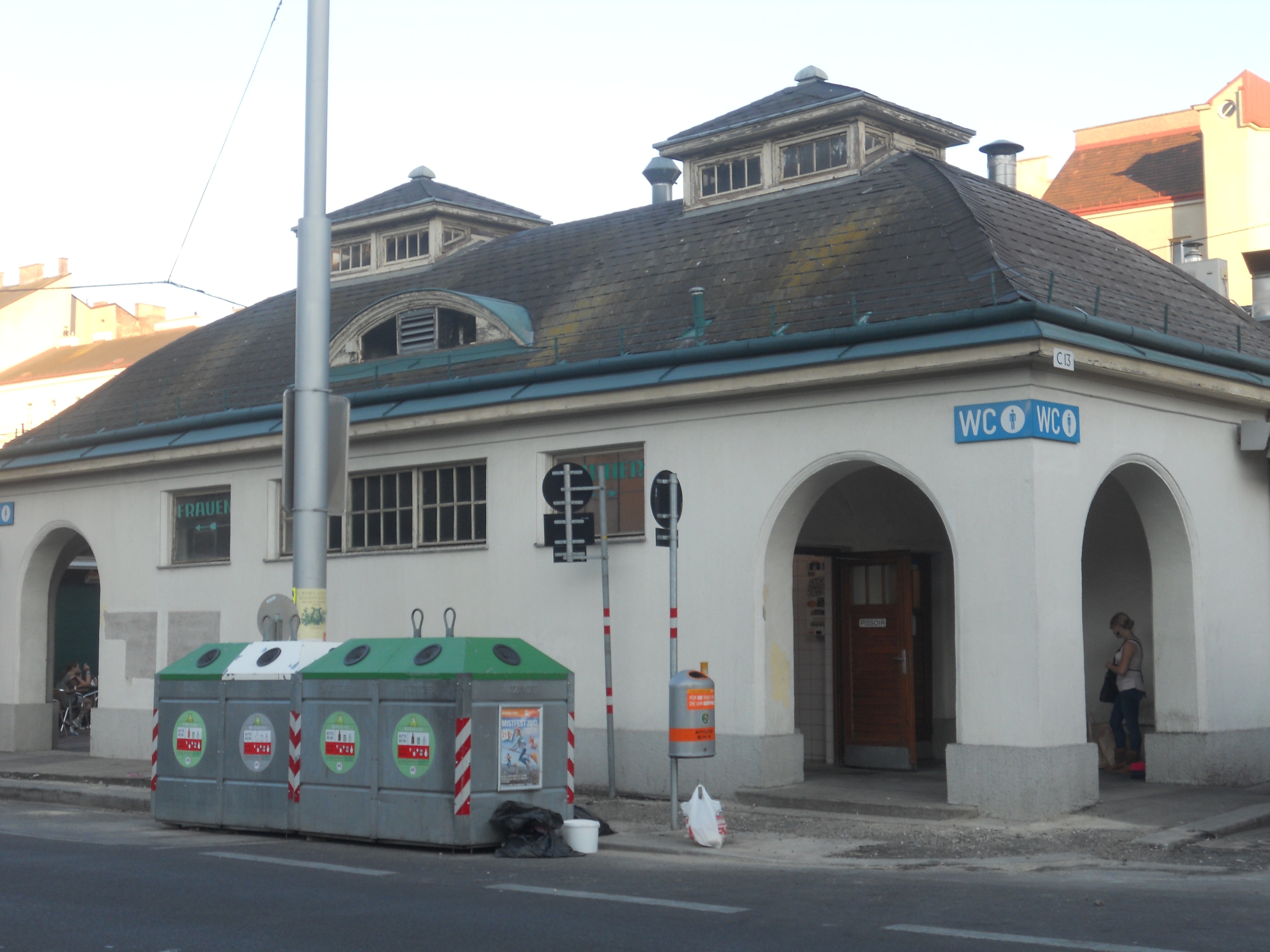
Eine öffentliche Toilettenanlage am Naschmarkt vis-à-vis dem Alfred-Grünwald-Park, von der Firma Beetz errichtet, aber an das Aussehen des Naschmarkts angepasst

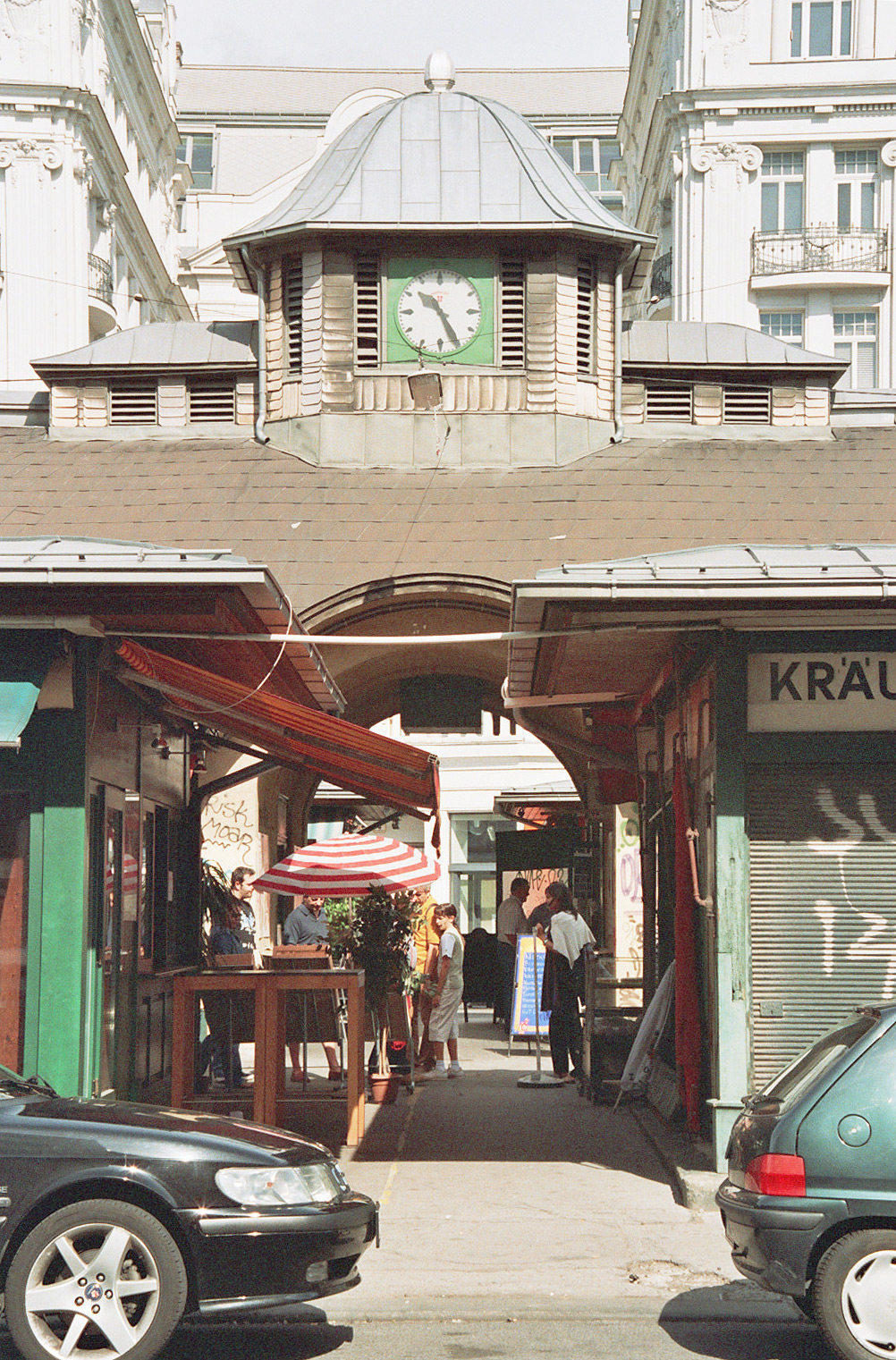
Der Wiener Naschmarkt im Sommer 2006

Nach dem Ende des Ersten Weltkriegs wurde 1919 der alte Teil des Marktes am Karlsplatz aufgelöst. Pläne aus den 1970er-Jahren, den Naschmarkt zugunsten der Verlängerung der Westautobahn A1 bis zum Stadtzentrum abzusiedeln, wurden nach Protesten nicht realisiert. In den 1980er-Jahren wurde der Markt modernisiert. Von 2010 bis 2016 wurde der Markt abschnittsweise umgebaut bzw. erneuert; die den Markt querende Fahrbahn im Zuge der Schleifmühlgasse, Relikt der vor der Einwölbung etwa 100 Jahre lang dort befahrenen Leopoldsbrücke, ist damit entfallen.
Bis Anfang 2009 verlief die Grenze zwischen 4. und 6. Bezirk längs durch den Naschmarkt. Zur Vereinfachung der Verwaltung wurde mittels Gemeinderatsbeschluss der Anteil des 4. Bezirks an den 6. Bezirk übertragen, weshalb der Naschmarkt heute zur Gänze auf Mariahilfer Gebiet liegt. Die Grenze des 4. Bezirks verläuft nun am linken, marktseitigen Fahrbahnrand der Rechten Wienzeile.

## Gegenwart

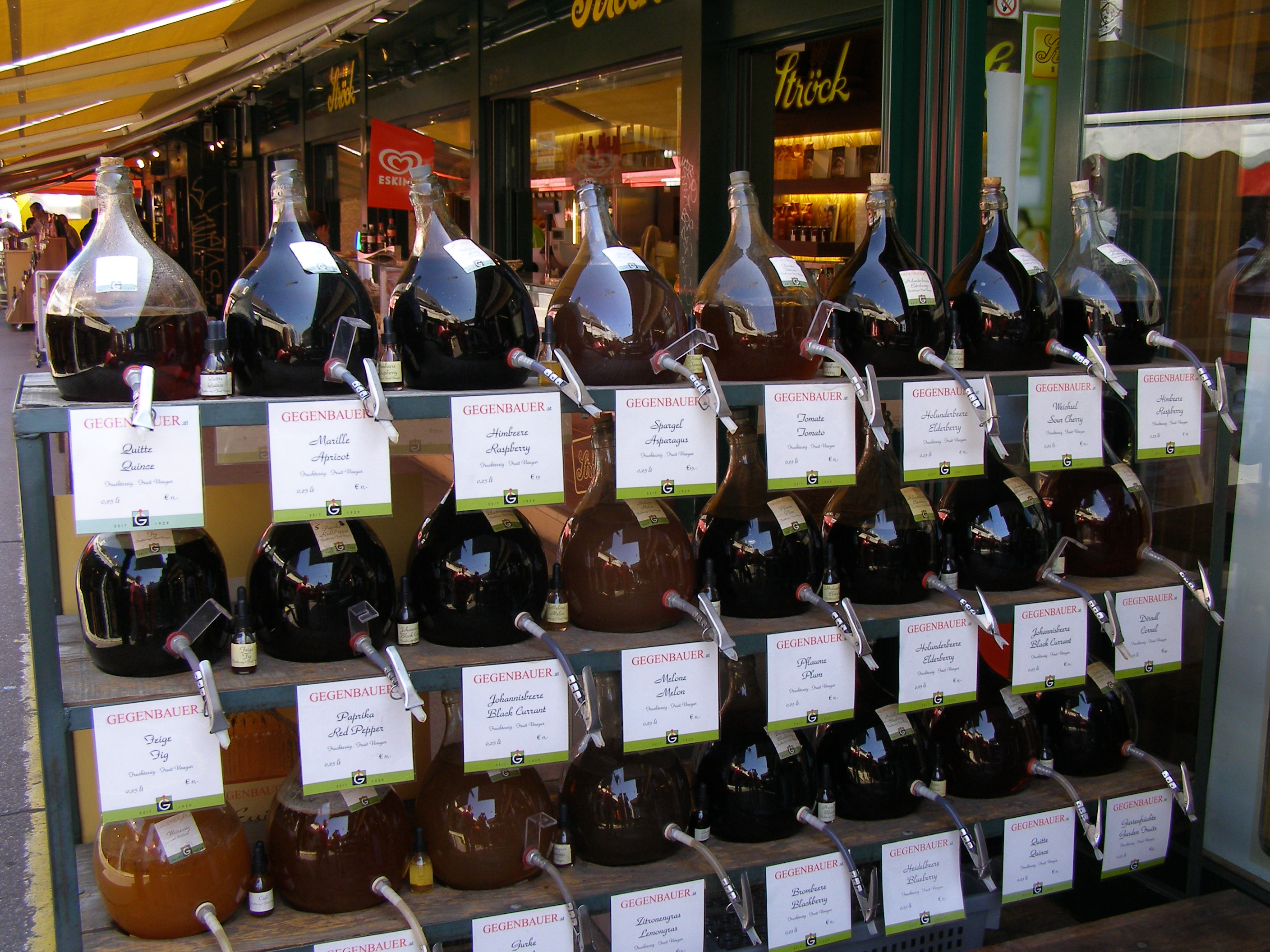
Verschiedenste Fruchtessige in Glasballons von Erwin Gegenbauer

Auf dem Naschmarkt werden vorwiegend Obst, Gemüse, Backwaren, Fisch und Fleisch gehandelt. Bekannt ist der Markt auch für das Angebot an internationalen Waren aus den Ländern des früheren Jugoslawien, Griechenland, der Türkei und zunehmend auch Ostasien, speziell Japan und China. Teils haben sich Gruppen von Geschäften mit ähnlichen Waren herausgebildet. So gibt es am stadtzentrumsseitigen Ende, nahe der Secession, mehrere Fischläden und im ersten Drittel des Marktes einige asiatische Geschäfte.
Seit etwa 2000 bietet der Markt auch eine große Auswahl an Gastronomiebetrieben, speziell in der Zeit von 2001 bis 2004 wurden viele Verkaufsstände in Restaurants umgebaut. Im Sommer 2005 stoppte die Stadtverwaltung diese Entwicklung, ließ aber ab 2006 neue Gastronomiebetriebe zu. Seither sind einige neue Lokalitäten in neu gebauten Ständen auf ehemaligen Parkplätzen entstanden. Die neue Marktordnung 2006 erlaubt es den Gastronomiebetrieben bis 23 Uhr offenzuhalten. Daher ist auf dem Naschmarkt vor allem in den Sommermonaten auch am Abend reger Betrieb.
2010 befanden sich 123 fixe Marktstände auf dem Naschmarkt, weitere 35 Plätze für Landparteien, Marktfahrer auf dem sogenannten Landparteienplatz. An den meisten Ständen wird wochentags von 6 bis 19.30 Uhr und samstags bis 18 Uhr verkauft.

## Erneuerung der Infrastruktur
Das städtische Marktamt (Magistratsabteilung 59) nahm 2010–2015 „eine grundlegende infrastrukturelle Sanierung und Revitalisierung“ vor. Alle Wasser- (950 m) und Stromleitungen (5.750 m) sowie Kanalisation (2.050 m) und Regenwasserabfluss wurden komplett erneuert, eine Abfallverdichtungsanlage und eine Problemstoffsammelstelle wurden errichtet. Verkehrsflächen im Bereich des Marktes (1.400 m² Betonsteine, 2.930 m² Betonfläche) wurden erneuert und barrierefrei gemacht. Die Gesamtkosten der Arbeiten wurden im Frühjahr 2010 mit 14,7 Mio. € angegeben. Zuvor waren bereits im Jänner 2010 die historischen Jugendstilkandelaber entfernt worden, wobei eine heftige Diskussion um neue Leuchten einsetzte.

## Umgebung

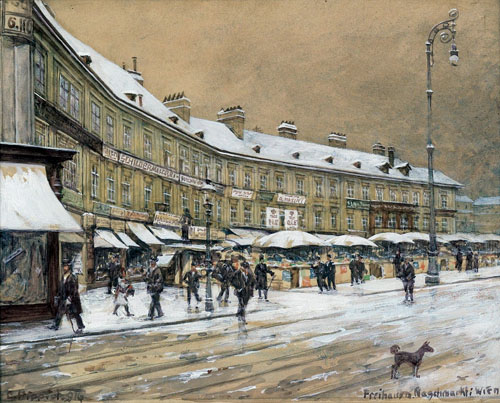
„Freihaus am Naschmarkt“, Karl Pippich (1916)

Am nordöstlichen, stadtzentrumsseiten Ende des Naschmarktes steht beim Getreidemarkt das 1897/1898 errichtete Ausstellungsgebäude der Wiener Secession, kurz Secession genannt. An der Linken Wienzeile 6 befindet sich das Theater an der Wien. Im Bereich der Schleifmühlgasse schließt im 4. Bezirk an den Markt und die Rechte Wienzeile das Freihausviertel an, das in den vergangenen Jahren einen Aufschwung erlebte und eine Reihe von Designer- und Delikatessengeschäften und Lokalen aufweist.
In der nächsten Umgebung des Naschmarktes befinden sich auf der ganzen Länge Restaurants, Kaffeehäuser und kleinere Lokale, die teils schon früh öffnen und wo sich mitunter die Nachtschwärmer mit den Markthändlern mischen.
Im Herbst 2024 wurde mit der Errichtung eines Parks, dem sogenannten Naschmarkt-Park, begonnen. Ebenso soll eine neue Markthalle am Areal des Landparteienplatzes errichtet werden. Insbesondere die Halle hat im Vorfeld für Proteste von Anrainern und Anrainerinnen gesorgt.

## In den Medien
Der Naschmarkt ist Schauplatz des 2004 erschienenen Romans Ohnehin von Doron Rabinovici.

## Filme
- Der Bauch von Wien. Der Naschmarkt. Dokumentarfilm, Österreich, 2017, 25:06 Min., Buch und Regie: Ernst A. Grandits, Produktion: ORF, Reihe: Österreich-Bild, Erstsendung: 25. Februar 2018 bei ORF2, Inhaltsangabe von ARD, online-Video. Porträt nach Abschluss der jahrelangen Sanierung.
- Märkte – Im Bauch von Wien: Der Naschmarkt. Dokumentarfilm, Deutschland, 2012, 43 Min., Buch und Regie: Michael Seeber, Stefano Tealdi, Produktion: Stefilm, Golden Girls Filmproduktion, Laokoon, Media 3.14 S.L., ZDF, Reihe: Märkte, deutsche Erstsendung: 20. Februar 2013 bei arte, Inhaltsangabe von arte, (Memento vom 18. Februar 2013 im Internet Archive), online-Video.